# Stenopogon jurupae
Stenopogon jurupae là một loài ruồi trong họ Asilidae. Stenopogon jurupae được Wilcox miêu tả năm 1971. Loài này phân bố ở vùng Tân Bắc giới.